# Langostinos de Vinaroz
El langostino de Vinaroz  (Melicertus kerathurus) es la estrella de la gastronomía de Vinaroz y una de las razones por la cual esta es conocida en el resto de España. 
Los langostinos son muy conocidos por la Comunidad Valenciana por su calidad y textura diferente al resto de los de la costa mediterránea a causa de las aguas de baja salinidad del litoral, y un clima suave y atemperado durante todo el año. Estos son capturados cada día de forma artesanal por la flota pesquera de la ciudad, que posteriormente suministran al propio mercado. Estos langostinos presentan un tamaño que puede llegar hasta los 20 cm en los ejemplares grandes, además de un gran grosor. Su color está entre los rosáceos y marrones, con una serie de bandas transversales en su abdomen. En cuanto a su sabor, puede afirmarse que se trata de uno de los langostinos más sabrosos de la península. La delicadeza de su sabor se debe a la riqueza de alimentos de las aguas de esta costa, enriquecidos por los depósitos del río Ebro.

## Concurso Nacional de la Cocina Aplicada al Langostino
El Concurso Nacional de Cocina Aplicada al Langostino de Vinaroz trata de incentivar nuevas tendencias culinarias.
En líneas generales se pretende prestigiar y aumentar el reconocimiento público en el ámbito nacional de los productos y la gastronomía de la ciudad. Ya que Vinaroz es un destino turístico que basa su oferta principal en el sol y playa, pero además, quiere aumentar la oferta gastronómica. Prueba de ello es la creación de un amplio calendario de eventos gastronómicos anual y la inclusión de Vinaroz en el club de producto turístico Saborea España.